# タンブーラン
タンブーラン（Tambourin）とは、フランスの古い民族楽器タンブーラン（tambourin）に由来する、昔の太鼓を模倣した楽曲のこと。通常は生き生きした2拍子の音楽で、しばしば18世紀の舞曲に分類されている。その多くの作例は、ラモーの作品に見受けられる。管楽器奏者の間では、ゴセックのタンブーランも親しまれている。